# Clorofenolo O-metiltransferasi
La clorofenolo O-metiltransferasi è un enzima appartenente alla classe delle transferasi, che catalizza la seguente reazione:
S-adenosil-L-metionina + triclorofenolo ⇄ S-adenosil-L-omocisteina + tricloroanisolo
L'enzima di Trichoderma virgatum, cresciuto in mezzo di coltura contenente fenolo alogenato, agisce anche su un range di mono-, di- e triclorofenoli.